# Старт (спорт)
Старт (англ. start — буквально — початок) — у спортсменів початок змагання, і початковий пункт дистанції в спортивних змаганнях, в яких цю дистанцію проходять на швидкість (біг, ходьба, лижні, вело-, авто-, мотогонки, плавання, веслування, гірськолижний, ковзанярський, кінний, вітрильний спорт та інше).

## Історія
З плином розвитку цивілізацій виник спорт, і для проведення його заходів знадобилося створення певних правил. З початком змагань атлетів став потрібен старт — початок змагання, який визначається місцем і часом. Так місце старту найчастіше позначається лінією або площиною. Раніше і зараз у деяких видах перегонів стартер дає знак до початку бігу (руху) опусканням прапора (пострілом, наприклад зі стартового пістолета). Гладким або хорошим виявляється старт у тому випадку, якщо після опускання прапора всі люди, коні або технічні засоби (судна, машини і так далі) рушають одночасно (тобто немає помилкового старту — фальстарту), так що не потрібно повторення. А при регатах лінією старту є ідеальна лінія між буями або човнами або двома точками на берегах, через яку повинні пройти човни або судна, що змагаються, за знаком стартера. У межах між стартом та фінішем виявляється результат змагання.

## Види та типи старту
У спорті застосовуються такі види та типи старту: роздільний старт, гандикап, загальний старт, масовий старт із розсіюванням, низький старт, високий старт, ранковий старт, вечірній старт тощо.

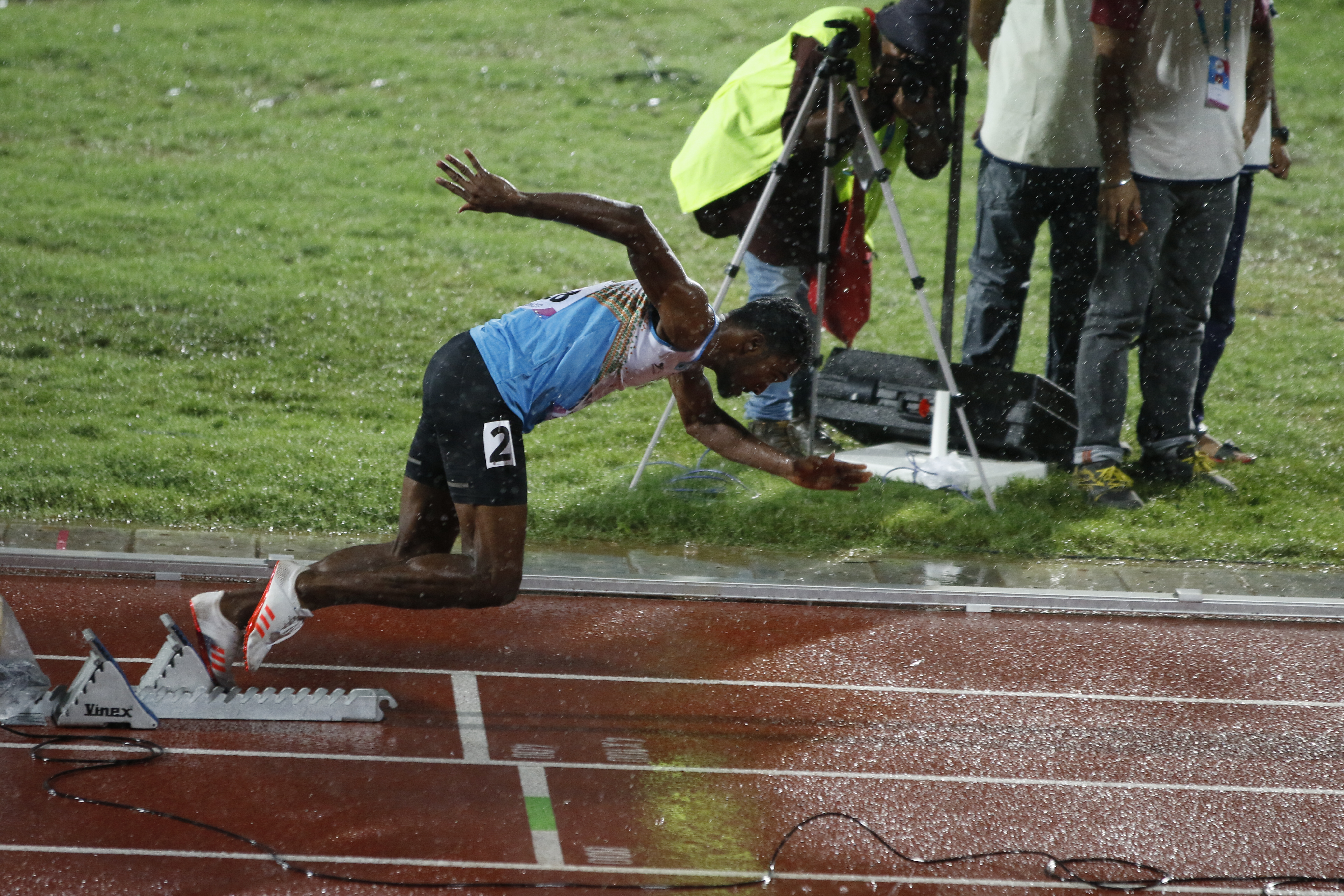
Низький старт
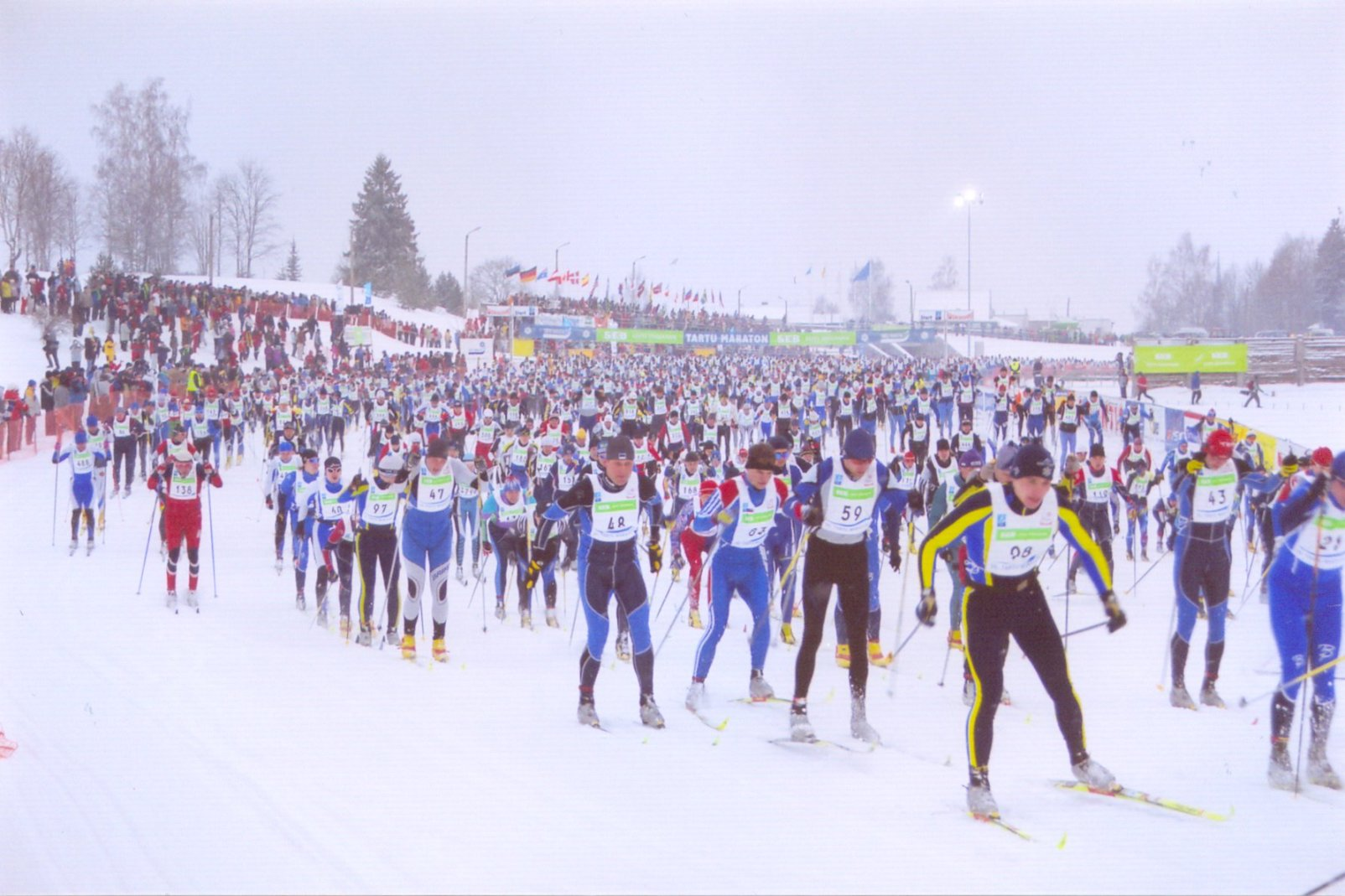
Загальний (масовий) старт

Для заміни традиційного пострілу пістолета компанія Нова пошта разом із науковцями та дослідниками посттравматичного стресового розладу (ПТСР), звуковими художниками та дизайнерами з України та закордону розробила для старту забігів сигнал Старт без пострілу. Вперше сигнал було використано на Першому безбар'єрному марафоні Нової пошти, який пройшов 21-22 вересня 2024 року в Києві. Ідея проєкту полягає в переосмисленні звуку пострілу пістолета, який може повторно травмувати людей із ПТСР, ветеранів і тих, хто має негативний досвід збройного насильства.